# Оброво (гмина)
Оброво (пол. Obrowo) — сельская гмина (волость) в Польше, входит как административная единица в Торуньский повет, Куявско-Поморское воеводство. Население — 9391 человек (на 2004 год).

## Соседние гмины
1. Гмина Александрув-Куявски
2. Гмина Цехоцин
3. Цехоцинек
4. Гмина Черниково
5. Гмина Любич
6. Гмина Велька-Нешавка